# Brunswick (Carolina del Nord)
Brunswick è una città degli Stati Uniti d'America situata nella Carolina del Nord, nella Contea di Columbus.